# قره‌باغ‌لی، ساموخ
قره‌باغ‌لی (به لاتین: Qarabağlı) یک منطقه مسکونی در جمهوری آذربایجان است که در شهرستان ساموخ واقع شده‌است. قره‌باغ‌لی ۶۵۲ نفر جمعیت دارد.